# 混血肥仔
混血肥仔，本名曾達恩（英語：Tommy Tsang Tak-yun；1989年4月15日—），香港YouTuber、廣告導演、網絡紅人、作家及主持人。香港網絡創作團隊暨YouTube頻道啱Channel、OUR. Studio及Black Box Office（BBO）創辦人。現為YouTube頻道Black Box Office（BBO）的創意總監。現居於英國倫敦。

## 簡歷
曾達恩為混血兒，父親為香港人，母親為美國及菲律賓混血兒。畢業於香港理工大學設計系，主修數碼媒體設計。畢業後從事廣告及電影後期工作。
2013年，創立啱Channel，兼顧工作之餘亦開始上載不同的影片作分享。最初很抗拒出鏡，往後逐漸習慣，成為啱Channel幕前演員之一。
熱衷足球，在個人平台、連登波台狗、NowTV等均有參與足球評述節目。
2016至2017年間，與其他四、五名初始成員將啱Channel正式成立為公司。
2017年12月，正式全身投入啱Channel公司，辭去本身廣告導演一職，進軍網媒。在啱Channel期間其創作的微電影系列大受歡迎，2018年11月更成功衝上大銀幕成為一套長電影。2020年，與妻子葉芊蕙（藝名「芊蕙子」）誕下長女。
2021年8月1日，曾氏突然宣布正式辭去「啱Channel 股東 / CEO / Creative Director / Artist」等所有職位，表示「時候到了，我選擇放下，保存美好。」經濟學家徐家健加入啱Channel出任董事，並接手曾氏所有股份。
2021年8月，曾氏開始於新平台「OUR. Studio」發表社交網絡帖文與影片作品。OUR. Studio名字中間的標點代表香港是地圖上的一點。同年10月和妻子葉芊蕙及女兒一同移居英國倫敦。同月在社交媒體表示遭啱Channel提告律師信，內容與新平台OUR. Studio發布影片有關，事件最後不了了之。 2022年9月，曾氏與葉芊蕙的次女於英國出生。
2023年，創立新YouTube頻道「Black Box Office」（BBO），OUR. Studio停止運作。

## 個人生活
曾氏在就讀香港理工大學時認識其妻子葉芊蕙（藝名「芊蕙子」），二人婚後育有兩名女兒，長女於2020年在香港出生，次女則於2022年9月在英國出生。
2025年2月，曾氏被網民拍到與YouTube頻道BBO女網紅主持丁彥均在屯門香港黃金海岸酒店某餐廳單獨用膳，網民遂懷疑曾氏有婚外情，其妻葉芊蕙其後亦在Instagram限時動態若有所指，事件掀起網絡熱議。此後，丁在Instagram限時動態指自己不涉介入他人婚姻，並決定暫時退出幕前工作。曾、葉二人則再先後在Instagram各自就離婚問題表述及回應。
2025年6月2日，有連登討論區網民轉載中國大陸YouTuber「越南酒哥」於同年5月28日與兩名女生於越南胡志明市某餐廳聚餐的影片，意外捕捉到曾達恩與丁彥均二人同遊胡志明市的畫面，遂惹來網民熱議，指二人偷情的事實遭「斷正」，終究曝光於人前。事件揭發後，二人雖先後於Instagram限時動態否認只有二人同遊越南，並指到訪越南純屬工作性質，但網民均繼續抨擊二人自欺欺人。

## 主持

### 綜藝節目
- 2025年：ViuTV《香港達人秀》

## 著作
| 出版年份 | 書名                 |
| 2020年   | 《山係石頭，海係水》 |

## 外部連結
- 混血肥仔的Facebook專頁
- 混血肥仔的Instagram帳戶
- YouTube上的混血肥仔頻道